# Le Grand Ziegfeld
Pour plus de détails, voir Fiche technique et Distribution.

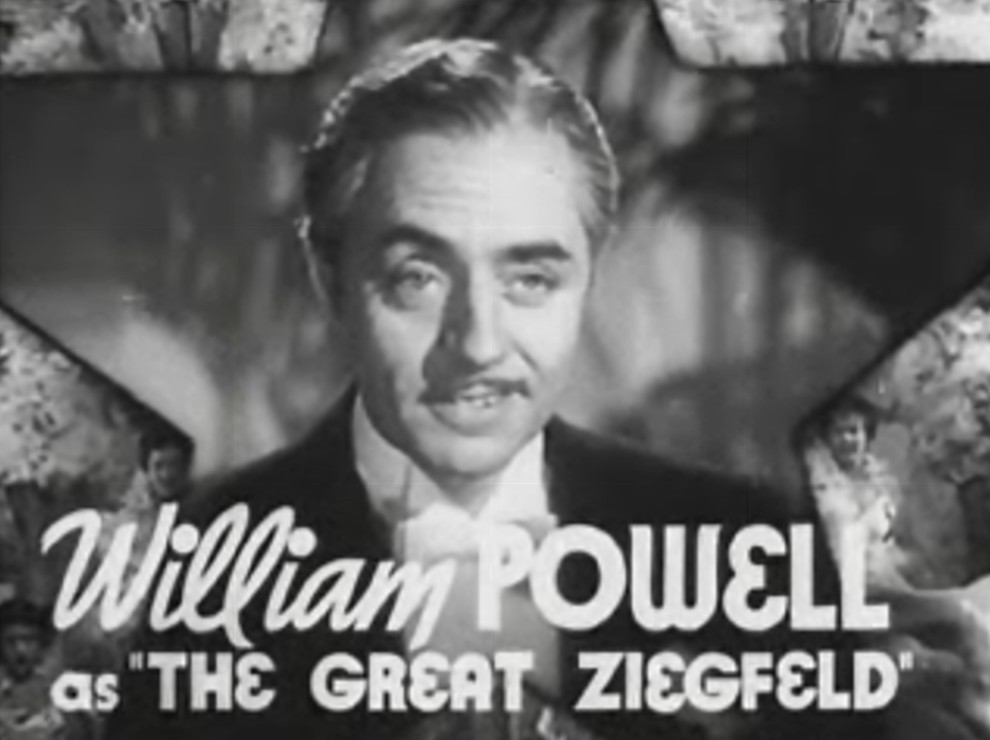

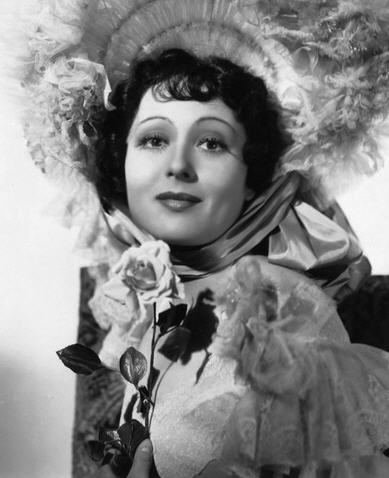
Luise Rainer

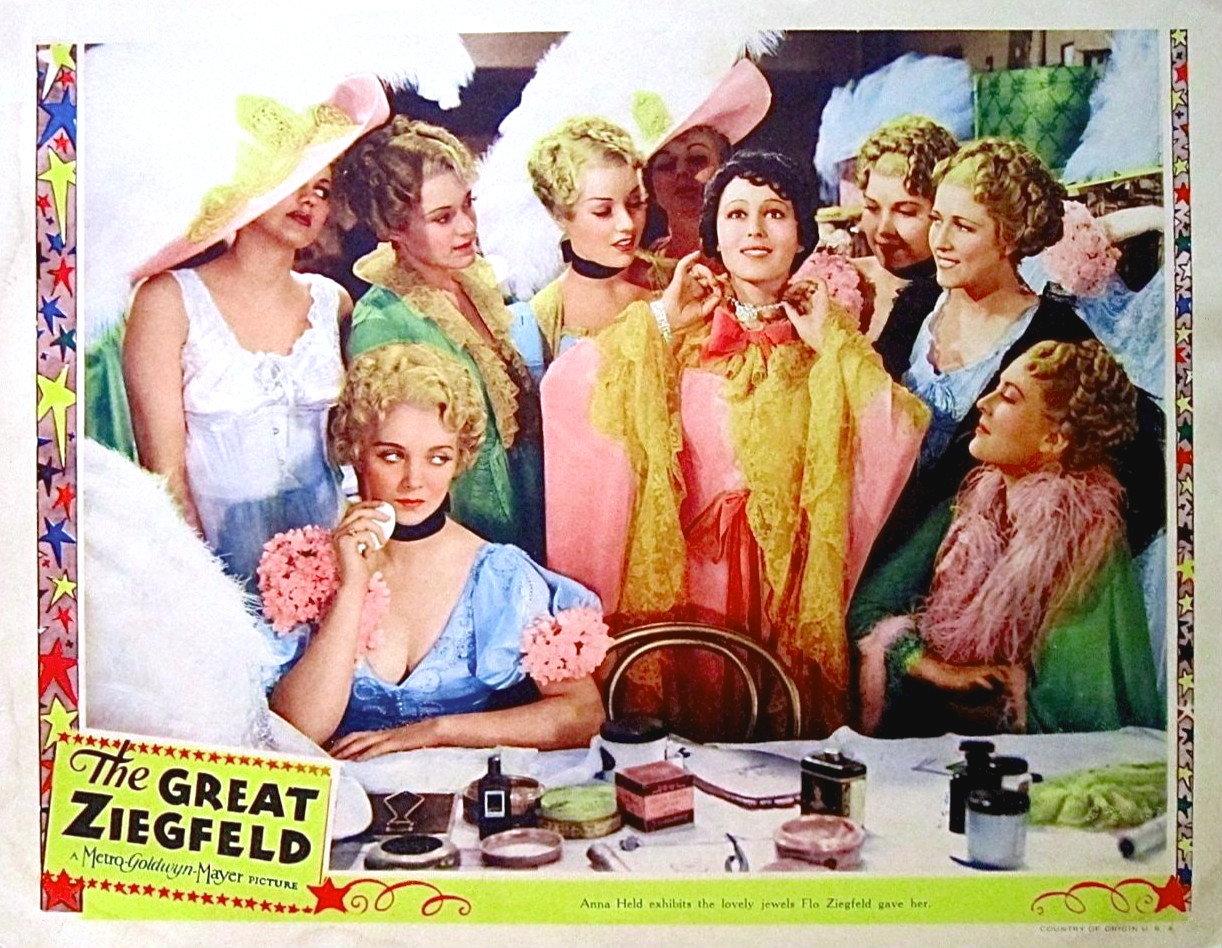
Luise Rainer

Le Grand Ziegfeld (The Great Ziegfeld) est un film américain réalisé par Robert Z. Leonard, sorti en 1936.

## Synopsis
L'itinéraire du célèbre producteur américain, Florenz Ziegfeld, qui a commencé sa carrière dans le cirque, et qui, grâce à son génie de la publicité et sa technique de la scène, a créé les shows les plus spectaculaires de Broadway à New York. Ce film de plus de trois heures présente d'ailleurs des numéros monumentaux avec de très nombreux acteurs et figurants occupant des scènes de très grandes dimensions.

## Fiche technique
- Titre : Le Grand Ziegfeld
- Titre original : The Great Ziegfeld
- Réalisation : Robert Z. Leonard
- Scénario : William Anthony McGuire
- Production : Hunt Stromberg et Sidney Algier producteur associé (non crédité)
- Société de production : Metro-Goldwyn-Mayer
- Photographie : George J. Folsey, Karl Freund, Merritt B. Gerstad, Ray June et Oliver T. Marsh
- Montage : William S. Gray
- Musique : Walter Donaldson et Arthur Lange (non crédité)
- Chorégraphe : Seymour Felix
- Direction artistique : Cedric Gibbons et Eddie Imazu (non crédité)
- Costumes : Adrian
- Pays de production :  États-Unis
- Langue : anglais
- Format : Noir et blanc - Son : Mono (Western Electric Sound System)
- Genre : Biopic, drame, film musical
- Durée : 185 minutes
- Dates de sortie : 
  - États-Unis : 22 mars 1936 (première à Los Angeles), 8 avril 1936 (sortie nationale)
  - France : 23 septembre 1936

## Distribution
- William Powell : Florenz Ziegfeld
- Myrna Loy : Billie Burke
- Luise Rainer : Anna Held
- Frank Morgan : Jack Billings
- Fanny Brice : Elle-même
- Virginia Bruce : Audrey Dane
- Reginald Owen : Sampston
- Ray Bolger : Lui-même
- Ernest Cossart : Sidney
- Joseph Cawthorn : Dr. Ziegfeld
- Nat Pendleton : Le grand Sandow
- Harriet Hoctor : Elle-même
- Jean Chatburn : Mary Lou
- Paul Irving : Erlanger
- Herman Bing : Schultz, le costumier
- Charles Judels : Pierre
- Marcelle Corday : Marie, la servante d'Anna
- Raymond Walburn : Sage
- A.A. Trimble : Will Rogers
- Buddy Doyle : Eddie Cantor

Acteurs non crédités
- Dennis Morgan : Le chanteur (A Pretty Girl is Like a Melody) doublé par Allan Jones
- David Burns : Clarence
- Clay Clement : Jack
- Charles Coleman : L'appeleur de fiacre
- Adrienne D'Ambricourt : La femme de l’Ambassadeur français
- Robert Greig : Joe, le majordome de Ziegfeld
- Virginia Grey : Une Ziegfeld Girl
- Billy Griffith, Grace Hayle : Le couple à la foire mondiale de Chicago
- Mary Howard : Mlle Carlisle
- John Larkin : Sam
- Barry Norton : Le patron de la boîte de nuit
- Mae Questel : Rosie
- Charles Trowbridge : Julian Mitchell
- Susan Fleming
- Pat Nixon

## Oscars et récompenses
- 7 nominations et trois Oscars :
  - Oscar du meilleur film
  - Oscar de la meilleure actrice pour Luise Rainer
  - Oscar de la meilleure chorégraphie pour Seymour Felix

## Galerie d'images

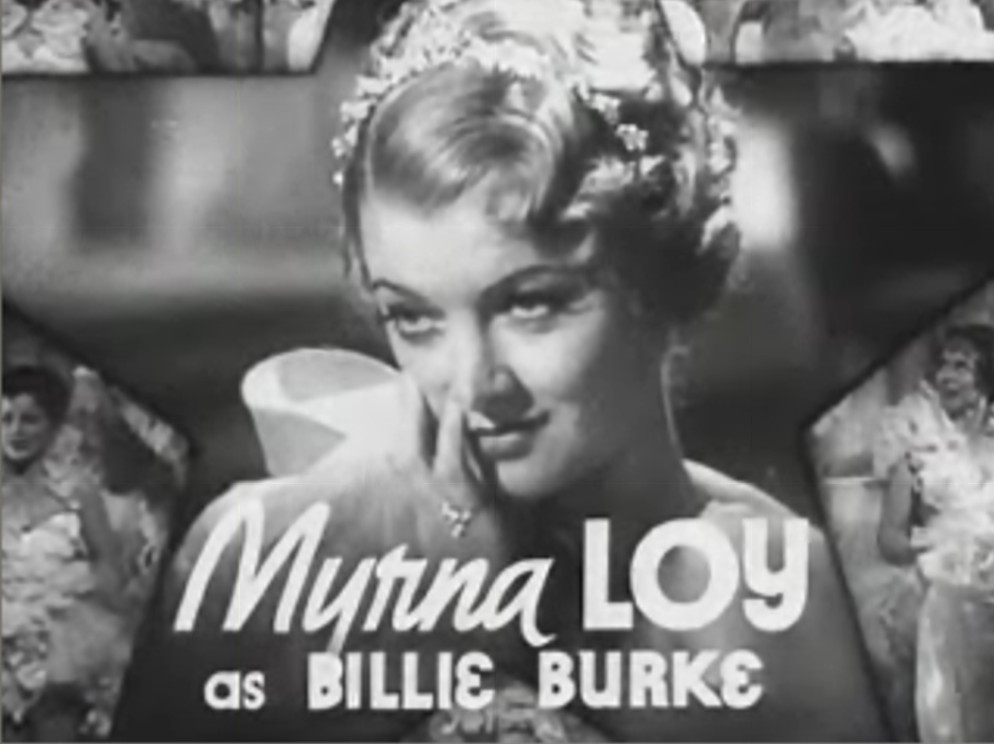
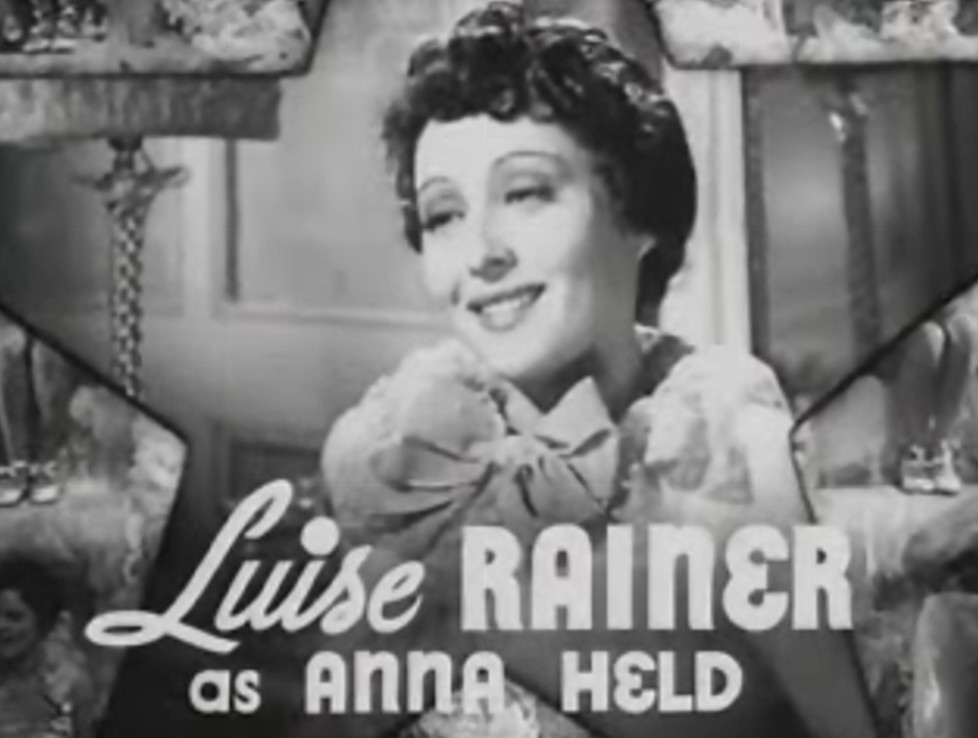
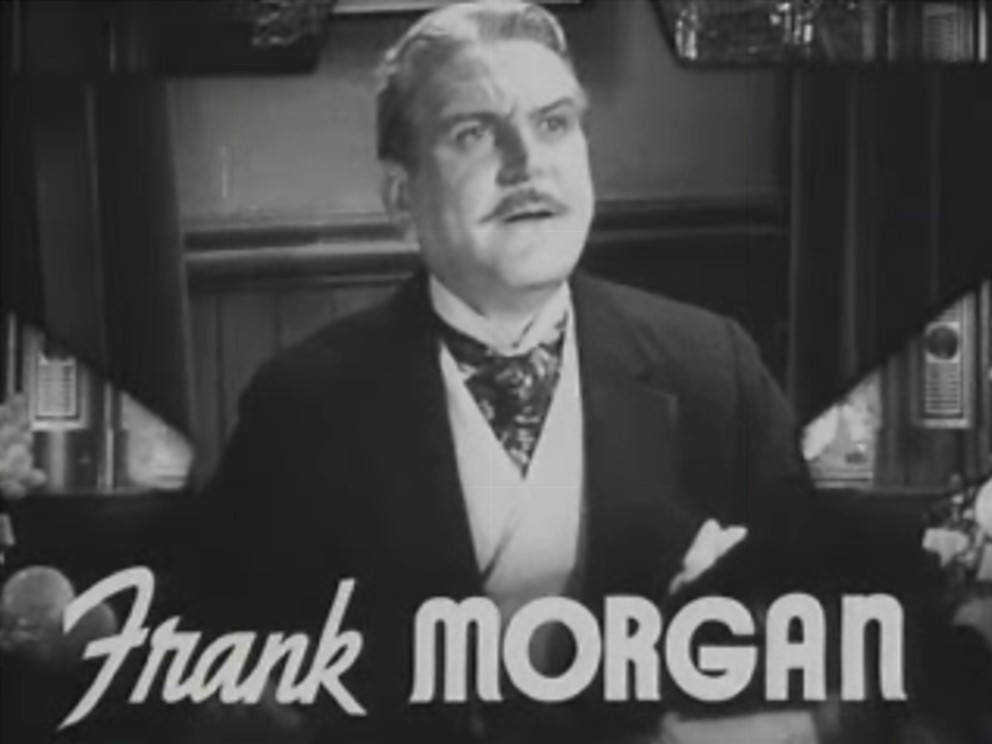
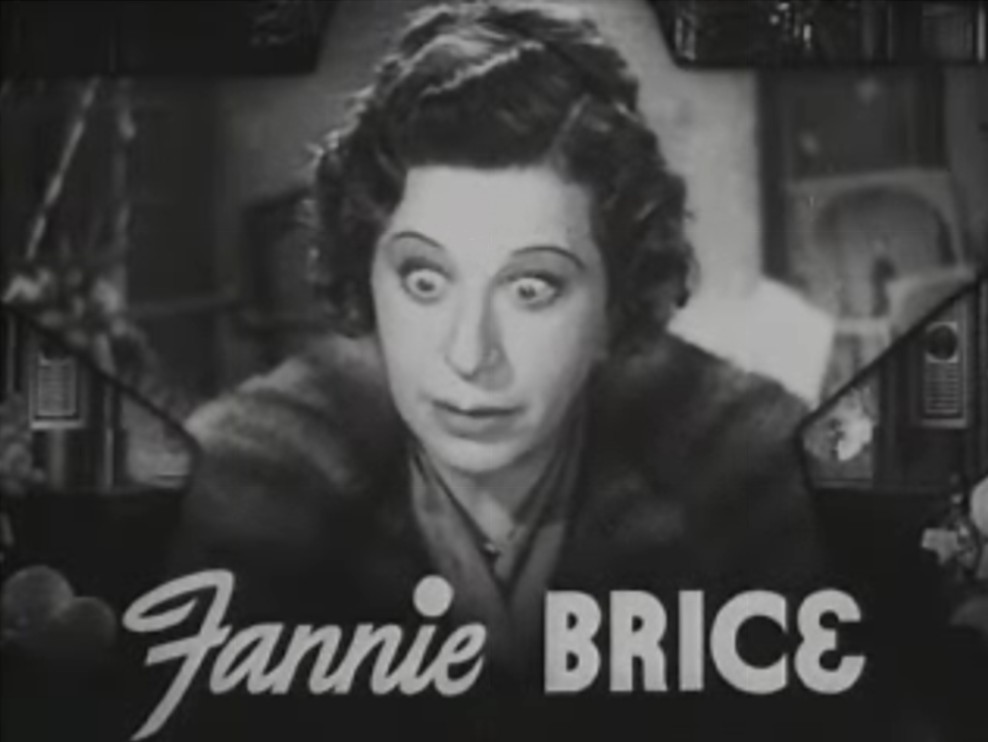
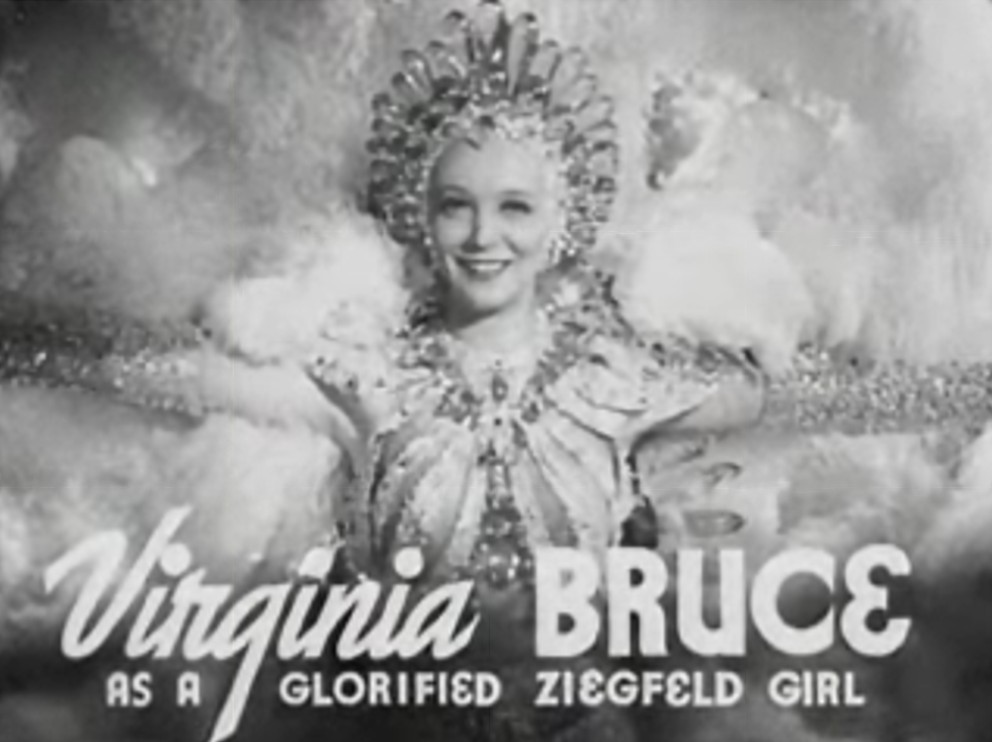
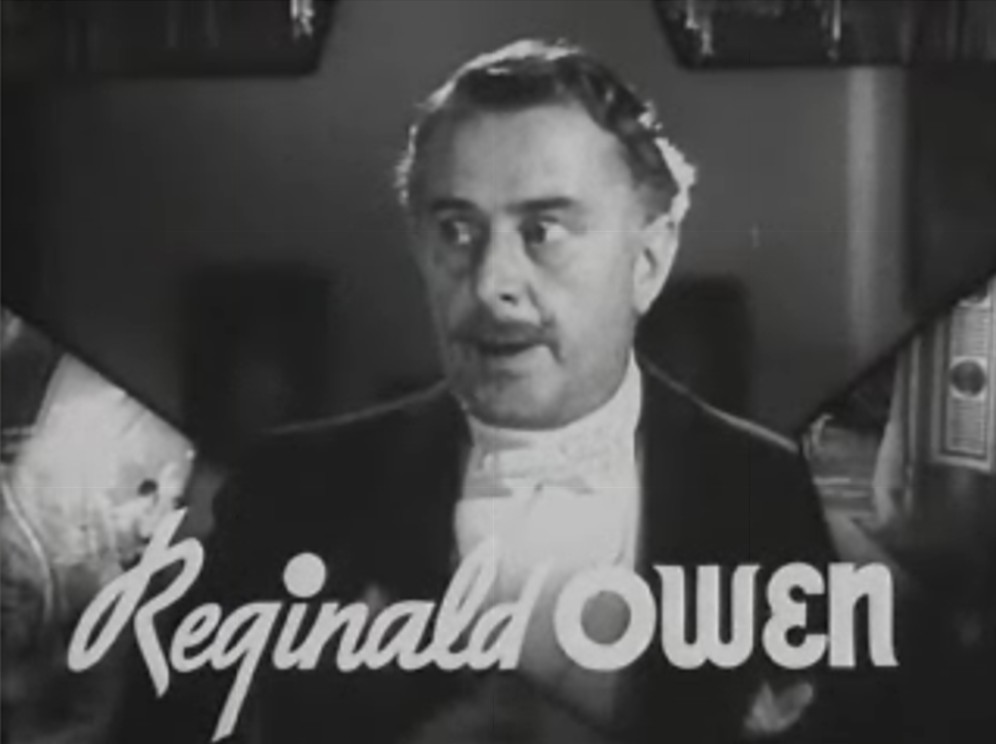
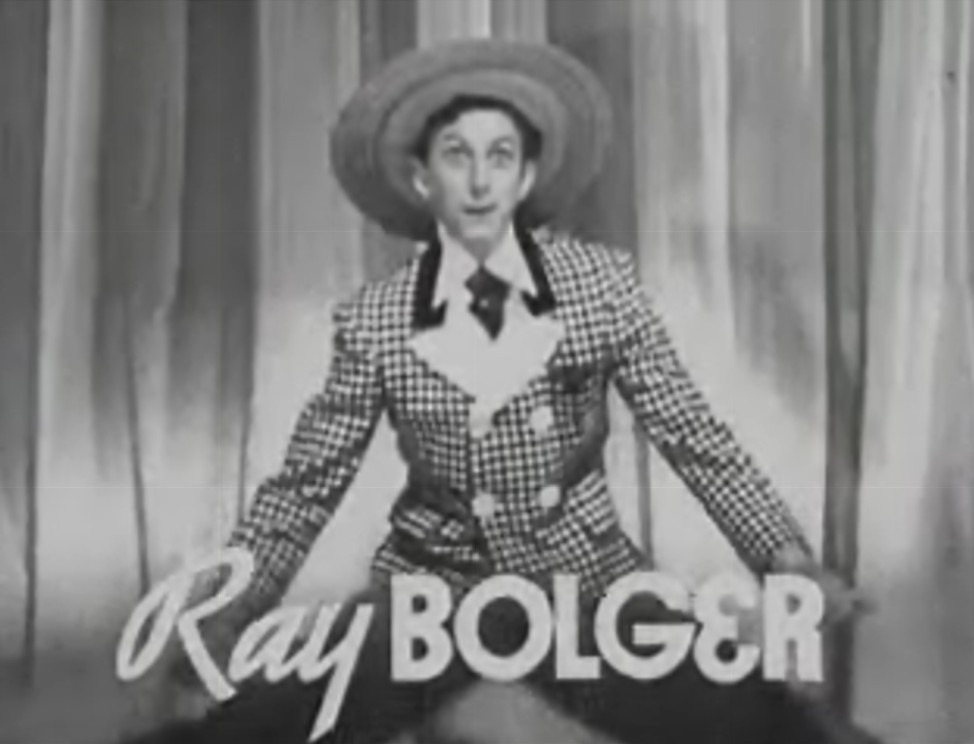
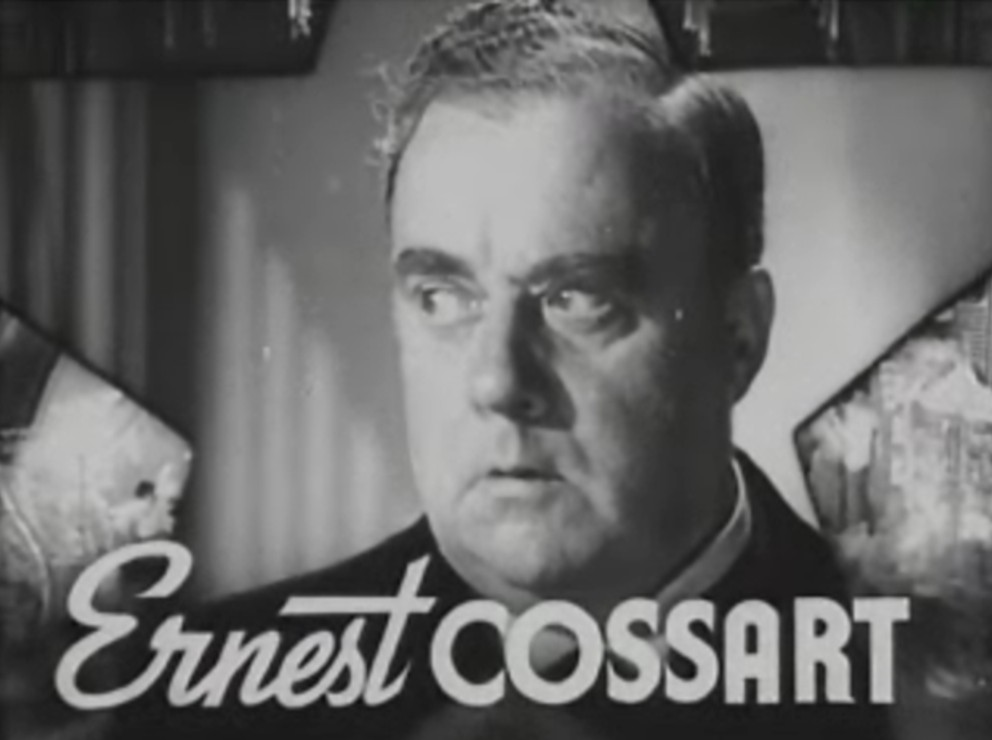
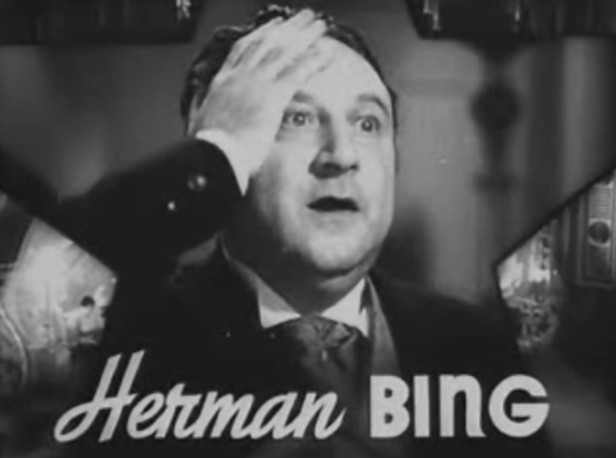
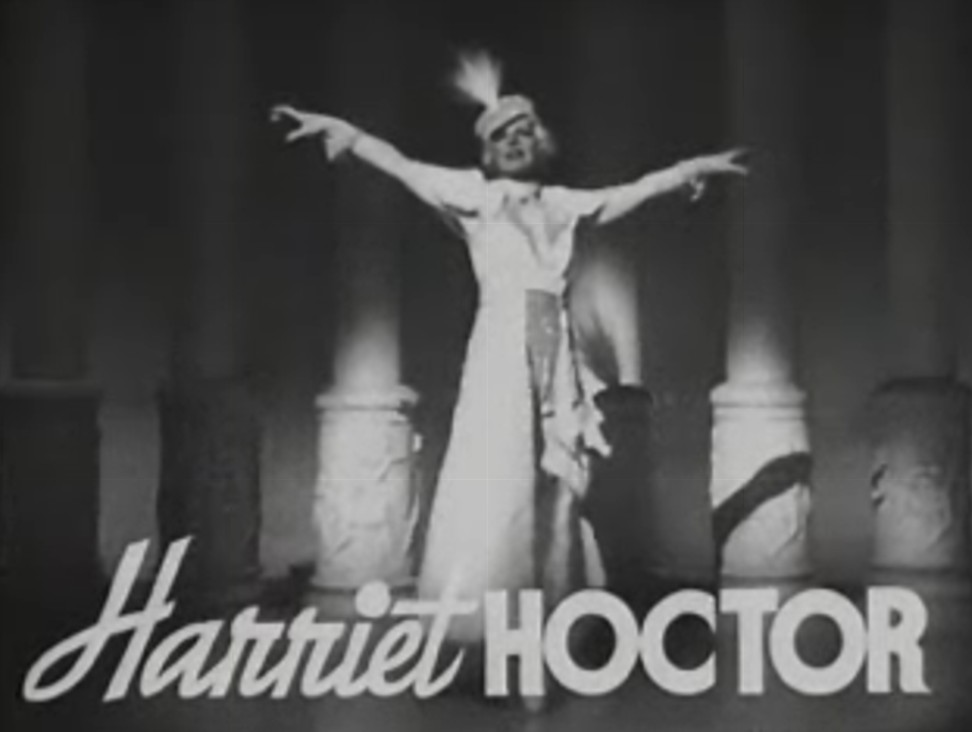
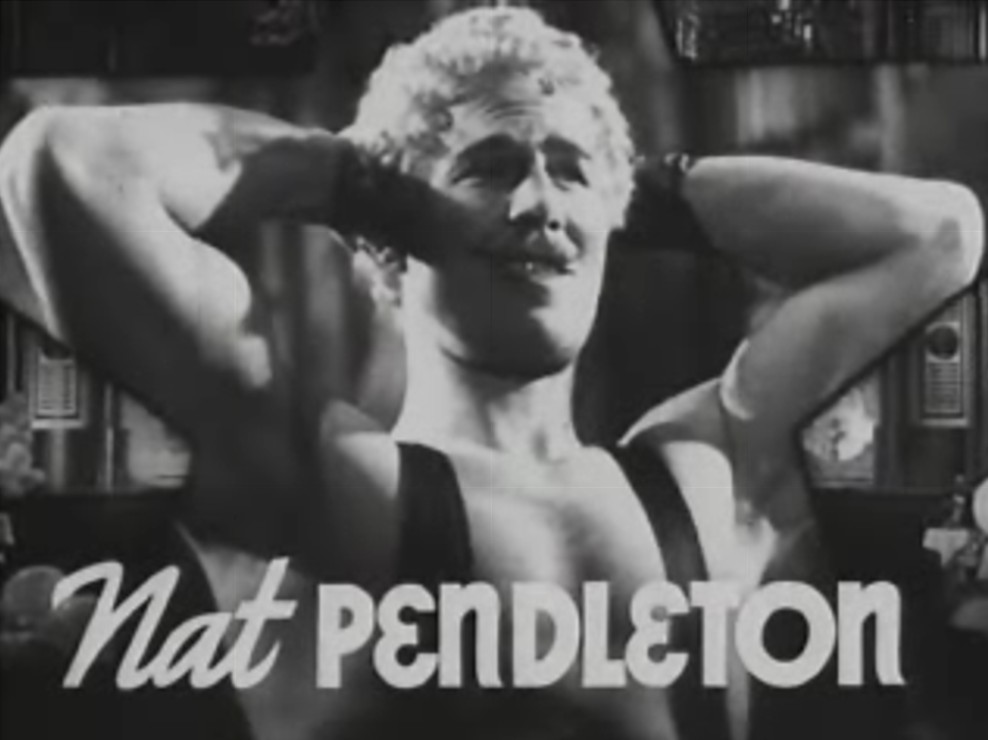